# Chuggington
Chuggington är en animerad TV-serie för barn, producerad av BBC.
Chugginton är en plats där olika lok åker omkring, och det är loken som är huvudfigurerna i serien. Loken, som håller på att utbilda sig heter Wilson, Brewster, Koko, Hoot, Toot och Piper. Koko är ett ellok. Det finns även en tunnelbanevagn som heter Emery och en högtalare som heter Vee.